# Махидол Адульядет
Махидон Адуньядет, Принц Сонгкла (тайск. สมเด็จเจ้าฟ้ามหิดลอดุลยเดช กรมหลวงสงขลานครินทร์) (1 января 1892 года – 24 сентября 1929 года) — член сиамской королевской семьи, морской офицер и врач. Отец короля Ананда Махидона (Рама VIII) и короля Пхумипона Адульядета (Рама IX) Таиланда. Считается отцом современной медицины и здравоохранения Таиланда. Основал дом Махидона королевской семьи Таиланда.
Принц Махидон был 69-м ребёнком короля Чулалонгкона и 7-м — королевы Саванг Ваданы.

## Биография

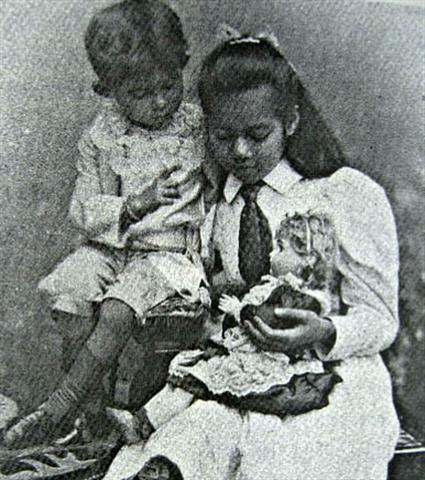
Принц Махидон Адуньядет и принцесса Алонгкон Валая (старшая сестра принца Махидона)

Махидон Адуньядет родился 1 января 1892 года в Бангкоке, Таиланд.  В 1905 году его послали учиться в Великобританию. Полтора года учился в школе Хэрроу, затем  — в имперской Военной академии в Гросс-Лихтерфельде.
Вернулся в Таиланд в 1914 году. В Первую Мировую войну был назначен на преподавательскую должность в Королевскую военно-морскую Академию. Там он предлагал развивать в стране строительство мелких судов, включая подводные лодки и торпедные катера. Это, в последующем, привело к конфликту со старшими морскими офицерами, большинство из которых были  выпускниками британских институтов, предпочитавшими строить для страны крупные суда. Принц, чувствуя, что его знания никогда не будут востребованы, ушел в отставку через 9 месяцев после поступления на работу в военно-морской флот.

Принц Махидон в военном мундире

С 1917 года Махидон изучал медицину в Гарвардском университете и Массачусетском технологическом институте. В 1921 году Махидол получил сертификат в области общественного здравоохранения (CPH). В последующие годы он, женившись на Синакаринтра, путешествовал по Соединенным Штатам, Европе, Ближнему Востоку и Азии. Одновременно с этим вёл переговоры, как представитель Сиама, с Фондом Рокфеллера по вопросу оказания помощи в модернизации сестринского образования в своей стране. Через некоторое время супруги вернулись в Сиам, где Махидон занял пост Генерального директора по университетскому образованию в Министерстве образования. Махидон был также главой Королевской медицинской школы, где занимался преподаванием. Преподавал биологию и историю в Университете Чулалонгкон.
В 1925 году, в связи с ухудшением здоровья, Махидон едет лечиться в Гейдельберг. Там же родился его первый сын, принц Ананда Махидон, будущий король Рама VIII. Через короткое время Махидон вернулся в Гарвард, где получил медицинскую степень.
В Кембридже (штат Массачусетс) в 1927 году родился его сын Пумипон Адуньядет, будущий король Рама IX.  Имея медицинское образование, Махидон хотел устроиться на работу в больницу Сирирай, Бангкок. Однако это работа считалась несовместимой со статусом принца. Чтобы избежать конфликтов, он покинул столицу и работал врачом в больнице Маккормик в Чиангмае, которой руководили христианские миссионеры. Пациенты называли его "Мо Чао Фа" ('Доктор Принц').
Когда его здоровье снова ухудшилось, Махидон вернулся в Бангкок. Там он и скончался 24 сентября 1929 года в возрасте 37 лет во Дворце Са-Патум. Причиной смерти была почечная недостаточность.

## Память

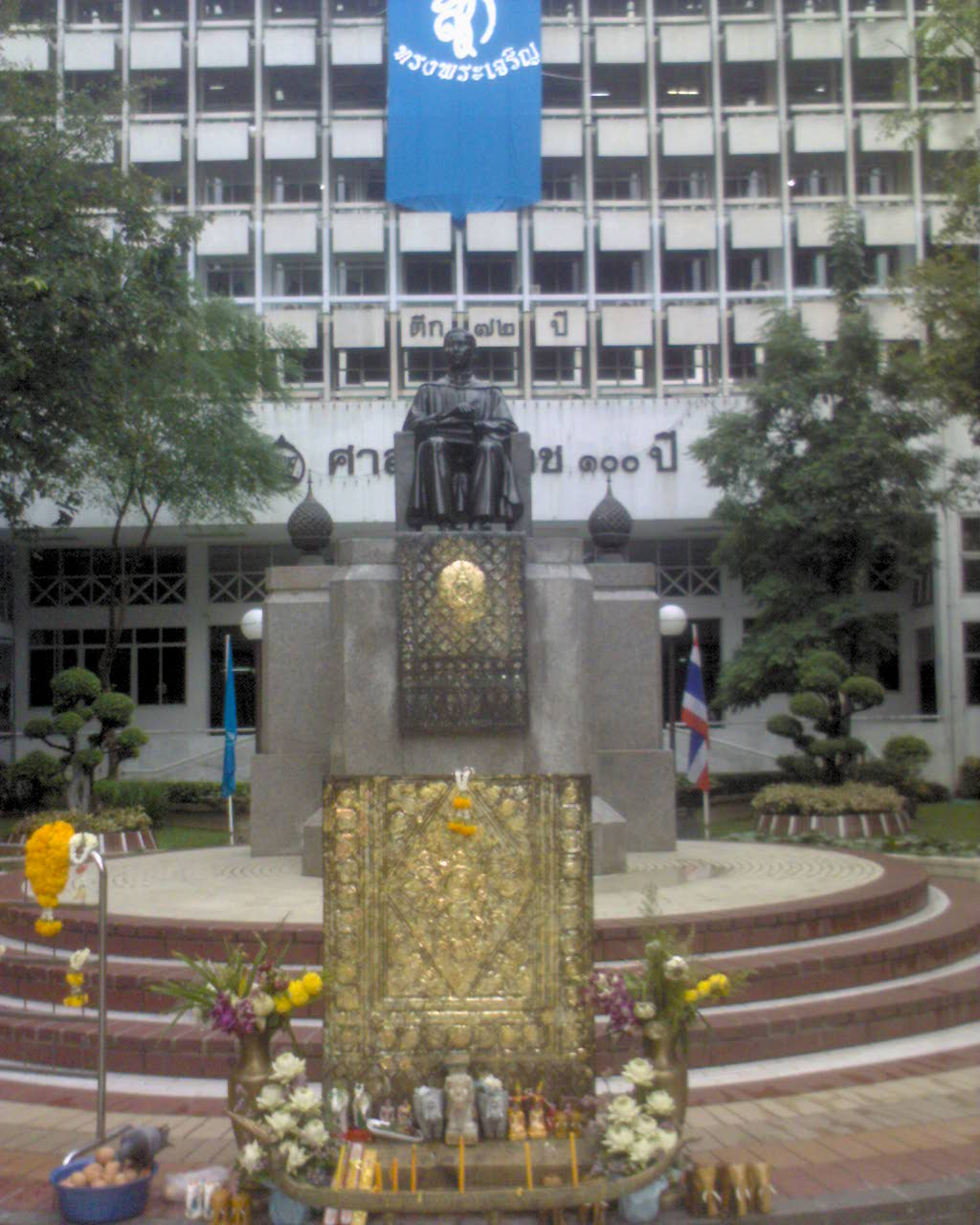
Статуя Махидона в больнице Сирирай

В Бангкоке его именем названы медицинский университет. Махидон почитается в Таиланде как «отец современной медицины и здравоохранения».
В стране ежегодно присуждается премия Принца Махидона за заслуги в области медицины и здравоохранения.
Годовщина смерти Махидона отмечается как День Махидона.

## Звания
- 1 Января 1892 Года - 10 Января 1903 Года: Его Королевское Высочество Принц Махидон Адуньядет.
- 10 января 1903 - 13 ноября 1929 г.: Его Королевское Высочество Принц Махидон Адуньядет, Принц Сонгкла.

Посмертные звания:
- 2 марта 1934 - 9 июня 1970 года: Его Королевское Высочество Принц Махидон Адуньядет, Принц Сонгкла, князь отец.
- 9 июня 1970 года – 13 октября 2016 года: Его Королевское Высочество Принц Махидон Адуньядет, князь отец.
- 13 октября 2016 года – настоящее время: Его Королевское Высочество Принц Махидон Адуньядет, князь дед.

## Внешние ссылки
- Биография принца Махидона из Сонгкхлы, почтовое Бангкок
- Биография принца Махидона и его работа в госпиталь Сирирай
- Фонд Премии Принца Махидона